# Esther-Mirjam Sent
Esther-Mirjam Sent (Doesburg, 9 maart 1967) is een Nederlands hoogleraar, en politica voor de PvdA. Sent is hoogleraar economische theorie en beleid aan de Radboud Universiteit en partijvoorzitter van de Partij van de Arbeid. Tussen 2011 en 2021 was ze lid van de Eerste Kamer en in de periode 2018/19 fractievoorzitster.

## Biografie
Sent zat van 1979 tot 1985 op het Rhedens Lyceum in Rozendaal en studeerde van 1985 tot 1989 economie aan de Universiteit van Amsterdam; zij studeerde cum laude af. In 1994 promoveerde zij in de economie aan de Stanford University in Californië onder de begeleiding van Nobelprijswinnaar Kenneth Arrow. Sent is hoogleraar Economische Theorie en Economisch Beleid aan de Radboud Universiteit in Nijmegen en is aldaar woonachtig. In 2009, 2010 en 2011 won ze de prijs voor meeste mediaoptredens van de hoogleraren aan de Radboud Universiteit.
In 2011 werd Sent voor de PvdA verkozen in de Eerste Kamer. Op 10 juli 2018 werd Sent waarnemend fractievoorzitter in de Eerste Kamer na het terugtreden van André Postema. In september 2018 werd Sent definitief gekozen als fractievoorzitter van de PvdA-fractie in de Eerste Kamer. In oktober 2018 maakte Sent bekend zich kandidaat te stellen voor het lijsttrekkerschap van de PvdA voor de Eerste Kamer-verkiezingen in 2019. Uiteindelijk werd niet Sent, maar Mei Li Vos gekozen tot lijsttrekker, en is Sent voorgedragen voor de tweede plaats op de kandidatenlijst voor de Eerste Kamer. Deze lijst werd in januari 2019 op het PvdA-congres bekrachtigd. In juni 2019 werd Sent als fractievoorzitter opgevolgd door Vos.
Eind 2019 wierp Sent zich op als woordvoerder van buurtbewoners die tegen de komst van een nieuw studentencomplex in haar buurt in Nijmegen ageerden.
Sent was in 2020 voorzitter van de commissie die het PvdA-programma voor de Tweede Kamerverkiezingen van 2021 samenstelde. Dit werd beschouwd als het meest linkse PvdA-programma in jaren. Op 1 oktober 2021 werd Sent verkozen tot partijvoorzitter als opvolger van Nelleke Vedelaar. Op 7 oktober 2021 verliet ze de Eerste Kamer omdat ze het lidmaatschap niet verenigbaar vond met het partijvoorzitterschap.
In het najaar van 2022 kwam Sent in opspraak vanwege verwijtbaar handelen bij de afhandeling van klachten over Tweede Kamerlid en partijgenoot Gijs van Dijk. Ze wilde geen verantwoording af te leggen, omdat 'de meerderheid van een deel van de melders daar geen prijs op zou stellen'. In maart 2024 kwam naar buiten (na onderzoek door De Gelderlander) dat Sent in 2022 een 'gebiedsverbod' had gekregen op haar afdeling aan de Radboud Universiteit, wegens 'onveilig' en 'intimiderend' gedrag jegens collega's.